# Umm Salal Ali
Umm Salal Ali (en árabe أم صلال علي, traducido como Madres de todas las rocas) es la ciudad capital del Municipio de Umm Salal. Está ubicada en el centro este de Catar. La ciudad se encuentra rodeada de agua por su condición de urbe embalsada.
Su origen topónimo de "Umm Salal" proviene de la existencia de rocas en el desierto de la ciudad, por lo cual su significado en idioma español significa «Madres de todas las rocas». Por otro lado la palabra "Ali" fue añadida en honor a Ali bin Jassim Al Thani, hijo del fundador del Estado moderno de Catar Jassim bin Mohammed Al Thani.
El área de la ciudad es muy fértil, como consecuencia el varias oficinas gubernamentales tienen sedes en Umm Salal Ali como el departamento de Insectos y Roedores, el departamento de Jardines Públicos y el departamento de Control de Alimentos. En 2016 se terminó de construir la planta de tratamiento de agua potable, considera la más grande del país. Entre otros edificios de importancia se tiene una desalinizadora de agua marina y un mercado de pescados traídos desde las aguas del golfo Pérsico.
El Parque Olímpico de Barzan se encuentra en la ciudad y también será el sitio donde se ha previsto construir el Estadio Umm Salal, una de las sedes de la Copa Mundial de Fútbol de 2022.